# 消費行為
消費行為（英語：Consumer Behavior）又稱消費者行為，硏究對象是個人、家庭、團體或組織：他們去選擇、保存，使用和處置產品、服務，經驗或想法，以滿足需求，而這些過程對消費者和社會有所影響。它融合了心理學、社會學、社會人類學，市場學和經濟學的元素，試圖了解買方的決策過程，包括個人及團體：例如情緒如何影響購買行為。它研究個體消費者的特徵，如人口結構及行為變數，以了解人們的需求，還試圖評估家庭、朋友、運動，參照群體和一般社會群體對消費者的影響 。
消费者行为的研究涉及购买行为的所有方面，从购买前的活动到购买后的消费、评价和处理活动。它还涉及直接或间接参与购买决定和消费活动的所有人，包括品牌影响者和意见领袖。研究表明，即使是该领域的专家，消费者行为也很难预测。
黑盒子模型假設有一個黑色的盒子，無法打開以「看看裡面」是如何運作的，在一切將有可能發生的基礎上，發生了什麼事（輸入），經過裡面的運作，可以產生什麼的結果（輸出）。它顯示消費者的特點、刺激因素，決策過程及消費者反應的相互作用。
| 環境因素            | 環境因素                      | 買方的黑盒子                      | 買方的黑盒子                                   | 買方的反應                                     |
| 營銷刺激            | 環境刺激                      | 買方特點                          | 決策過程                                       | 買方的反應                                     |
| ------------------- | ----------------------------- | --------------------------------- | ---------------------------------------------- | ---------------------------------------------- |
| 產品 價格 地點 促銷 | 經濟 技術 政治 文化 人口 自然 | 態度 動機 感知 個性 生活方式 知識 | 問題識別 訊息搜尋 方法評估 購買決定 購買後行為 | 產品選擇 品牌選擇 零售商選擇 購買時間 購買數量 |

黑盒子模型考慮到買方的反應是：有意識的、理性的，並假定買方已經意識到一個問題，透過一個決策過程可達到消費的目標。

## 決策過程
買方或消費者的決策過程，使用於市場交易以前、進行中，或在購買商品或服務之後。
- 信息搜尋

一旦消費者已經意識到一個問題，他們會搜尋有關產品及服務的信息，以解決該問題。
- 方法評估

這時消費者在被誘發的一系列品牌及產品中進行比較，考慮到一定數量的方法。
- 購買決定

為方案進行了評估之後，消費者是願意做出購買決定。有時，雖然有購買意慾但不導致實際購買。
- 購買後行為

法索（2005）進一步表明了購買後評價的重要，這會對未來的購買模式有所影響。
購買後行為是消費者決策過程的一個階段。在該階段，消費者根據他們是否滿意在購買產品之後採取進一步的行動。它包括一些在產品使用後可能產生的心理活動以及消費者發生在購買以後的典型行為。
　　針對消費者的這些心理活動和行為，營銷人員在消費者購買之後可採取相應措施來增加消費者的滿意和未來的銷售。
可能有滿意及不滿意，造成此因素為期望理論有關，消費者可能造成認知失調，進而影響購後行為的滿意程度。

## 其他影響
消費行為被內部條件影響，例如人口結構、心理變數（生活方式）、性格、動機、知識、態度，信仰和情感的影響。心理因素包括個人的動機、感知、態度和信念；而個人因素則包括收入水平、性格、年齡，職業和生活方式。